# Enprocentsregeln
Enprocentsregeln (skrivs även 1%-regeln eller enprocentregeln) är en ekonomisk princip för investeringar som innebär att en procent av budgeten vid ny-, om- och tillbyggnationer av fastigheter, infrastruktur och offentliga miljöer investeras i byggnadsanknuten konstnärlig gestaltning.
Enprocentregeln kom i Sverige till genom ett statligt kulturpolitiskt initiativ i början på 1930-talet, bland annat på initiativ av dåvarande ecklesiastikministern Arthur Engberg, som utmynnade i utredningen "Betänkande och förslag angående beredande av vidgade arbetsuppgifter för svenska konstnärer", SOU 1936:50, och antogs första gången av riksdagen 1937 med syfte att skapa ett ekonomiskt utrymme för konst i planering och byggande av offentliga miljöer. Staten ville ge ekonomiska förutsättningar för att utveckla kulturella och social värden i de offentliga miljöerna, men också bereda nya möjligheter för konstnärer inom bild- och formområdet att vara med och gestalta de nya miljöer som byggdes för nya offentliga institutioner.
Enligt statliga Konstnärsnämnden som vid flera tillfällen har undersökt användningen av enprocentregeln i stat, regioner och kommuner så har användningen av regeln ökat mellan 2012 och 2018.
"Enprocentsregeln tillämpas som regel i 41 procent av kommunerna och 55 procent av regionerna. I jämförelse med 2012 är det en ökning med 8 procent för kommunerna och 18 procent för regionerna. Det är inte så många fler kommuner som antagit regeln, men hanteringen av enprocentsregeln har fördjupats och utvecklats. Regionerna förmedlar kunskap och arrangerar seminarier för kommunerna, och kommuner stöttar också varandra i arbetet med att utveckla rutiner kring den offentliga konsten".